# 紀元前10年
紀元前10年（きげんぜん10ねん）。

## 他の紀年法
- 干支 : 辛亥
- 日本
  - 垂仁天皇20年
  - 皇紀651年
- 中国
  - 前漢 : 元延3年
- 朝鮮
  - 高句麗 : 瑠璃明王10年
  - 新羅 : 赫居世48年
  - 百済 : 温祚王9年
  - 檀紀2324年
- 仏滅紀元 : 534年
- ユダヤ暦 : 3751年 - 3752年

## できごと

### ローマ帝国
- ローマのen:Piazza Montecitorioで、巨大な日時計の指針として、オベリスクが建てられた。
- ローマ人が、ボン付近でライン川に橋をかけた。
- シュパイアーにローマの軍事キャンプが置かれた。

## 誕生
- 8月1日 - クラウディウス、ローマ皇帝（+ 54年）
- アグリッパ1世、ユダヤ王（+ 44年）
- ドミティア・レピダ、ルキウス・ドミティウス・アヘノバルブスと大アントニアの娘（+ 54年）
- en:Marcus Verrius Flaccus、ローマの文法学者（+ 20年）